# Musicologie
Musicologie of muziekwetenschap is de wetenschappelijke studie van muziek op universitair niveau. 
In het algemeen maakt zelf musiceren geen deel uit van de musicologie. Veel muziekwetenschappers hebben echter wel een muzikale vorming achter de rug. Sommigen combineren de studie musicologie met een opleiding aan een conservatorium.

## Vakgebied
De muziekwetenschap ontstond in de negentiende eeuw, en is dus een relatief jonge wetenschap. Net als veel cultuurwetenschappen ontstond ze uit losser georganiseerde initiatieven: in de negentiende eeuw hielden musici, liefhebbers en commerciële uitgevers zich bezig met het produceren van muziekgeschiedenissen, muziekedities. Met de opkomst van de Romantiek steeg het aanzien van de muziek zodanig, dat er aan verwetenschappelijking kon worden nagedacht. De eerste leerstoel voor muziekwetenschap kreeg Guido Adler in 1844, aan de universiteit van muziekhoofdstad Wenen. 
Aanvankelijk was de musicologie vooral gericht op het 'redden uit de vergetelheid' van oude meesters en het schrijven van (vaak geromantiseerde) biografieën. In de loop van de twintigste eeuw kreeg de musicologie een wetenschappelijke status. Belangrijke figuren die daarbij een rol speelden zijn Guido Adler en Carl Dahlhaus.
Inmiddels heeft de muziekwetenschap veel verschillende takken van sport. De voornaamste en oudste zijn:
- studie van de muziekgeschiedenis
- studie van de muziektheorie (onder andere harmonie en contrapunt in verschillende periodes)
- muziekanalyse van partituren
- studie van de sociale, psychologische en technologische aspecten van de muziekbeleving.

Het belangrijkste musicologische naslagwerk met betrekking tot de Westerse klassieke muziek is de Engelstalige The New Grove Dictionary of Music and Musicians, en de Duitstalige MGG (Die Musik in Geschichte und Gegenwart).

## Specialismen
- De etnomusicologie houdt zich bezig met sociale en culture aspecten van de muziek wereldwijd.
- De historische musicologie gaat over muziekgeschiedenis, bijvoorbeeld over de werken en het leven van een componist.
- De cognitieve musicologie bestudeert wat er zoal wordt aangewakkerd in de hersenen bij het luisteren naar of maken van muziek.
- De muziekfilosofie, waarbij onder meer wordt onderzocht welke verwantschappen er zijn tussen muziek, taal en communicatie, of de taal van de muziek universeel is en in hoeverre muziek cultuurbepaald is.

## Opleidingen in het Nederlands taalgebied
In Vlaanderen worden de opleidingen tot bachelor en tot master in de musicologie alleen onderwezen aan de Katholieke Universiteit Leuven. De Universiteit Gent biedt binnen de opleiding kunstwetenschappen de optie major musicologie aan, waarbij naast de basisvakken van kunstwetenschappen enkele musicologische vakken gevolgd kunnen worden. In Nederland bestaan opleidingen aan de Universiteit van Amsterdam en de Universiteit Utrecht.